# Droga wojewódzka 824
Die Droga wojewódzka 824 (DW 824) ist eine 82 Kilometer lange Droga wojewódzka (Woiwodschaftsstraße) in der polnischen Woiwodschaft Lublin, die Annopol mit Żyrzyn verbindet. Die Strecke liegt im Powiat Kraśnicki, im Powiat Opolski und im Powiat Puławski.

## Streckenverlauf
Woiwodschaft Lublin, Powiat Kraśnicki
-  Annopol (DK 74, DW 854)
- Kopiec
- Świeciechów Poduchowny
- Świeciechów Duży
- Bliskowice
- Popów

Woiwodschaft Lublin, Powiat Opolski
- Wałowice
- Basonia
- Józefów nad Wisłą
-  Kolczyn (DW 825)
- Wólka Kolczyńska
- Kluczkowice
- Wrzelowiec
- Ożarów Pierwszy
- Ożarów Drugi
- Elżbieta
-  Opole Lubelskie (DW 747)
-  Wola Rudzka (DW 832)
- Kazimierzów
- Głusko Duże
- Karczmiska
- Jaworce
- Uściąż

Woiwodschaft Lublin, Powiat Puławski
- Skowieszynek
-  Bochotnica (DW 743, DW 830)
- Parchatka
-  Puławy (DK 12, DW 801, DW 847, DW 851, DW 847)
- Wronów
- Osiny
-  Żyrzyn (S 17, DK 17)